# كأس رابطة الأندية الإنجليزية المحترفة 1995–96
كأس رابطة الأندية الإنجليزية المحترفة 1995–96 (بالإنجليزية: 1995–96 Football League Cup)‏ هو الموسم 36 من كأس رابطة الأندية الإنجليزية المحترفة. أشرف على تنظيمه الاتحاد الإنجليزي لكرة القدم، وكان عدد الأندية المشاركة فيه 92، وفاز فيه أستون فيلا.